# Christel Zuchowski

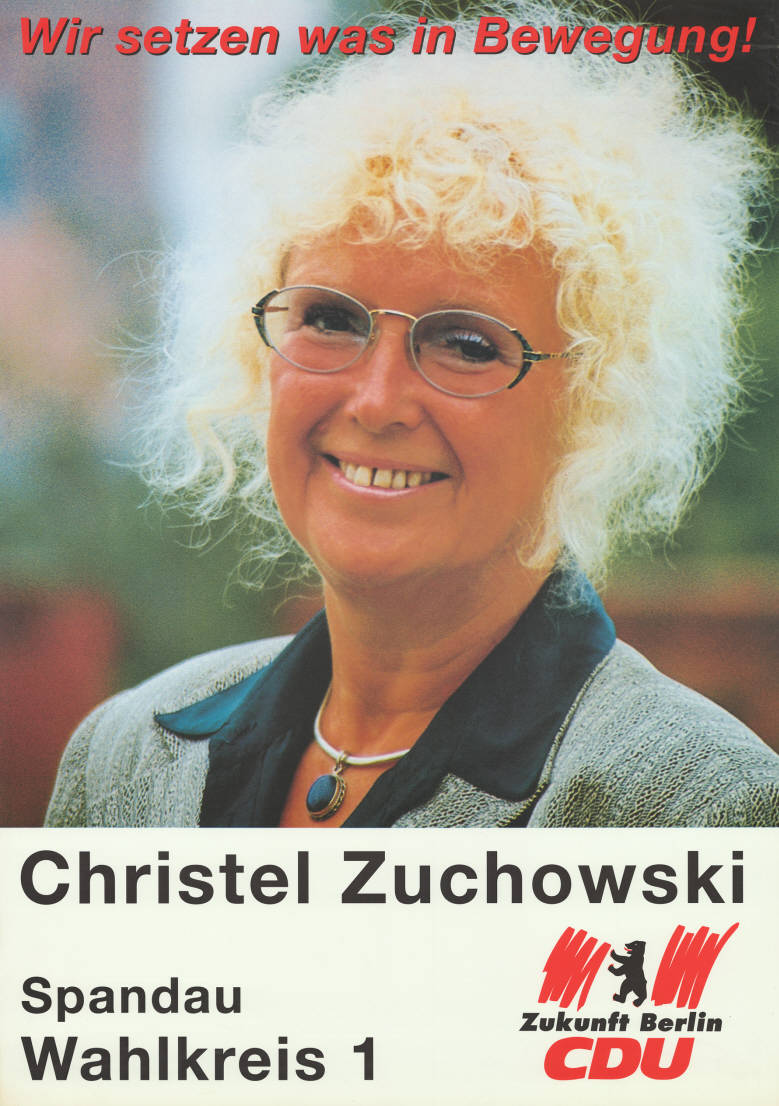
Christel Zuchowski (Wahlplakat zur Wahl zum Abgeordnetenhaus von Berlin 1995)

Christel Zuchowski (* 4. April 1936 in Berlin; † 14. September 2018), geborene Peschlow, war eine deutsche Politikerin (CDU).

## Leben
Christel Zuchowski besuchte das Gymnasium Zum Grauen Kloster. An die Mittlere Reife schloss sie eine Ausbildung zur Fotografin an. Ab 1978 war sie Angestellte einer Sparkasse.

## Politik und Partei
Zuchowski gehörte für die CDU von 1979 bis 1990 der Bezirksverordnetenversammlung Spandau an und war von 1989 bis 1990 dort stellvertretende Bezirksverordnetenvorsteherin. Im Berliner Abgeordnetenhaus hatte sie von 1991 bis 1999 ein Mandat.
Zuchowski trat 1970 in die CDU ein. Sie amtierte von 1996 bis 2000 als Vorsitzende der CDU Spandau.